# Цилль, Эгон
Эгон Густав Адольф Цилль (нем. Egon Gustav Adolf Zill; 28 марта 1906, Плауэн, Германская империя — 23 октября 1974, Мюнхен, ФРГ) — штурмбаннфюрер СС, комендант различных концлагерей.

## Биография
Эгон Цилль родился 28 марта 1906 года в семье работника пивоваренного завода. Восемь лет посещал народную школу в Плауэне. Выучился на пекаря, сдав в 1923 году экзамен на звание подмастерья. До 1927 года работал помощником пекаря. С 1927 по 1934 год работал сторожем на фабрике по изготовлению штор.
В 1923 году вступил в Штурмовым отрядам (СА), а 25 октября 1925 года — в НСДАП (билет № 20063). 1 августа 1926 года был зачислен в ряды Общих СС (№ 535). С мая 1934 года служил в охране концлагерей Хонштайн и Заксенбург, а с октября 1934 года — в охране концлагеря Лихтенбург. С 1 ноября 1936 по 31 июля 1937 года был шуцхафтлагерфюрером в концлагере Лихтенбург. Среди заключённых Цилль считался жестоким и непредсказуемым. С августа 1937 года был вторым шуцхафтлагерфюрером в концлагерях Дахау и Бухенвальд. С 1 февраля 1938 года был адъютантом коменданта концлагеря Лихтенбург. С мая по сентябрь 1939 занимал ту же должность в концлагере Равенсбрюк.
С 1 декабря 1939 года был первым шуцхафтлагерфюрером концлагеря Дахау. С декабря 1941 по апрель 1942 года был комендантом концлагеря Хинцерт. Впоследствии стал комендантом концлагеря Нацвайлер. С середины сентября 1942 по июль 1943 года был комендантом концлагеря Флоссенбюрг. В августа 1943 года был призван в войска СС и служил в 7-й добровольческой горной дивизии СС «Принц Ойген», потом — в 23-й горной дивизии СС «Кама». С точки зрения своего военного начальства Цилль не проявил себя: в оценках это подтверждалось отсутствием базовой подготовки, а также недостатком военных и тактических способностей.
После окончания войны под Фленсбургом попал в британский плен. С сентября 1945 по осень 1950 года под именем Вилли Зонтаг работал в автомобильном отделе британской армии. В 1951 году перестал пользоваться чужим именем и позже работал сторожем на спортивной площадке в Гамбурге. 26 августа 1952 года был выдан ордер на его арест. После восьми месяцев поиска Цилль был арестован 24 апреля 1953 года в Гамбурге. Согласно расследованиям прокуратуры Мюнхена, Цилль пытал многих заключённых в концлагере Дахау и некоторые из них умерли от жестокого обращения. 14 декабря 1955 года земельный суд Мюнхена приговорил его к пожизненному тюремному заключению за убийство в двух случаях. Наказание отбывал в тюрьме в Штраубинге. 14 декабря 1961 года пожизненный срок был сокращён до 15 лет. В апреле 1963 года Цилль был освобождён. Последние годы жизни он провёл в Дахау.

## Комментарии
1. ↑  Должностное лицо, одно из наиболее важных в лагерной администрации. В его ведении находились все вопросы, касавшиеся заключенных; одновременно возглавляя 3-й отдел комендатуры, шуцхафтлагерфюрер являлся ближайшим помощником коменданта и его первым заместителем.